# Peter Urban (Autor)
Peter Urban (* 16. Juli 1941 in Berlin; † 9. Dezember 2013 in Weidmoos) war ein deutscher Schriftsteller und Übersetzer.

## Leben
Peter Urban besuchte Ende der 1950er Jahre die Schule im Landschulheim Schondorf am Ammersee. Sein Lehrer Georg Reimann brachte ihm die russische Sprache nahe. Urban studierte Slawistik, Germanistik und Geschichte an den Universitäten in Würzburg und Belgrad. Von 1966 bis 1968 wirkte er als Verlagslektor im Frankfurter Suhrkamp Verlag. 1969 gehörte er zu den Mitbegründern des Verlags der Autoren. Von 1974 bis 1977 arbeitete er als Dramaturg für die Hörspielabteilung des Westdeutschen Rundfunks. Anschließend war er als Geschäftsführer und Lektor im Verlag der Autoren tätig. Von 1989 an war er freier Übersetzer. Bis 1989 lebte er in Frankfurt am Main; danach in Weidmoos, einem kleinen Dorf, das zur Gemeinde Grebenhain im Vogelsbergkreis gehört.
Er verfasste Kritiken und Essays zu Autoren der slawischen Sprachen. Er wirkte auch als Herausgeber, vor allem aber war er Übersetzer. Er übersetzte das Gesamtwerk von Anton Tschechow; seine deutschen Fassungen von Tschechows Dramen erschlossen dem deutschsprachigen Publikum überhaupt erst diese Zentralfigur der russischen Literatur. Daneben übersetzte er eine Vielzahl weiterer Autoren aus dem Russischen, Serbischen, Serbokroatischen, Slowenischen und Tschechischen.
Urban erhielt folgende Auszeichnungen: 1974 den Johann-Heinrich-Voß-Preis der Deutschen Akademie für Sprache und Dichtung, 1980 den Helmut-M.Braem-Preis, 1994 den Hessischen Kulturpreis, 2000 den Anerkennungspreis zum Leipziger Buchpreis, 2003 den Preis der Stadt Münster für Europäische Poesie, 2003 den Jane Scatcherd-Preis der Heinrich-Maria-Ledig-Rowohlt-Stiftung sowie 2008 den Iwan-Turgenjew-Preis der Boris-Jelzin-Stiftung. 1998 verlieh ihm die Philosophische Fakultät der Universität Regensburg den Titel eines Ehrendoktors der Philosophie.
Urban war Mitglied der Deutschen Akademie der Darstellenden Künste und der Deutschen Akademie für Sprache und Dichtung. Sein Nachlass wurde als Stiftung an das Deutsche Literaturarchiv Marbach übergeben.

## Ausstellung über Urban
- Urbans Orbit. Einblicke in den Nachlass eines Übersetzers. 20. Oktober 2017 bis 9. Februar 2018. Kuratoren: Marie Luise Knott und Andreas Tretner. Veranstalter Deutscher Übersetzerfonds, in Zusammenarbeit mit dem LCB, Ort Literarisches Colloquium Berlin LCB, vor und nach Veranstaltungen oder nach Anmeldung.

## Werke
- Genauigkeit und Kürze. Ansichten zur russischen Literatur, Hrsg. Daniel Keel, Winfried Stephan. Nachw. Norbert Wehr. Diogenes, Zürich 2006, ISBN 978-3-257-06512-1
- Čechov-Chronik, Zürich 1981

## Herausgeberschaft
- Himbeeren sind Himbeeren, sage ich, Regensburg 1971
- Pjotr Kropotkin: Ideale und Wirklichkeit in der russischen Literatur, Frankfurt am Main 1975
- Anton Tschechow: Das erzählende Werk in zehn Bänden, Zürich
  - Die Dame mit dem Hündchen
  - Flattergeist, 1976
  - Gespräch eines Betrunkenen mit einem nüchternen Teufel
  - Die Insel Sachalin
  - Kleine Romane 1
  - Kleine Romane 2
  - Kleine Romane 3
  - Rothschilds Geige
  - Die Steppe
  - Ein unbedeutender Mensch, 1976
- Anton Tschechow: Briefe, Zürich 1979, in 5 Bänden: 1877–1889, 1889–1892, 1892–1897 1897–1901, 1901–1904.
- Anton Tschechow: Sämtliche Einakter. Zürich 1980
- Anton Tschechow: Die Möwe. Zürich 1973
- Anton Tschechow: Denken mit Čechov. Zürich 1983
- Anton Tschechow: Tagebücher. Notizbücher. Zürich 1983
- Anton Tschechow: Das Čechov-Lesebuch. Zürich 1985
- Welimir Chlebnikow: Werke. Reinbek 1985
- Anton Čechov, Zürich 1987
- Über Čechov, Zürich 1988
- Das Buch vom Verlag der Autoren, Frankfurt am Main 1989
- Gustave Flaubert: Briefwechsel, Berlin 1989 (mit Iwan Sergejewitsch Turgenjew)
- Fehler des Todes, Frankfurt am Main 1990
- Anton Tschechow: Freiheit von Gewalt und Lüge, Zürich 1992
- Gogols Petersburger Jahre, Berlin 2003
- Iwan Bunin: Čechov, 2004
- Iwan Sergejewitsch Turgenjew: Werther Herr! Berlin 2005

## Übersetzungen
- Isaak Babel: Die Reiterarmee, Berlin 1994
- Isaak Babel: Tagebuch 1920, Berlin 1990
- Matija Bećković: Che, Frankfurt am Main 1969
- Augusto Boal: Mit der Faust ins offene Messer, Frankfurt am Main 1981 (übersetzt zusammen mit Henry Thorau)
- Joseph Brodsky: Marmor, München 1988
- Miodrag Bulatović: Godot ist gekommen, München 1966
- Daniil Charms: Alle Fälle, Zürich 1995
- Daniil Charms: Briefe aus Petersburg, Berlin 1988
- Daniil Charms: Erstens und zweitens, Wuppertal 2006
- Daniil Charms: Fälle, Frankfurt am Main 1970
- Daniil Charms: Fälle, Berlin 2002
- Daniil Charms: Fallen, Zürich 1992
- Daniil Charms: Die goldenen Herzen, Berlin 1996
- Daniil Charms: Geschichten von Himmelkumov und anderen Persönlichkeiten, Berlin 1983
- Daniil Charms: Die Kunst ist ein Schrank, Berlin 1992
- Daniil Charms: Theater! Frankfurt am Main 1997
- Daniil Charms: Die Wanne des Archimedes, Wien 2006
- Daniil Charms: Zirkus Šardam, Berlin 2002
- Bora Ćosić: Wie unsere Klaviere repariert wurden, Frankfurt am Main 1968
- Brana Crnčević: Staatsexamen, Frankfurt am Main 1966
- Miloš Crnjanski: Ithaka und Kommentare, Berlin 2011
- Miloš Crnjanski: Kommentare zu Ithaka, Frankfurt am Main 1967
- Michail Djomin: Die Tätowierten, Frankfurt am Main: Fischer 1975
- Leonid Dobytschin: Evdokija, Berlin 2008
- Leonid Dobytschin: Im Gouvernement S., Berlin 1996
- Leonid Dobytschin: Die Stadt, Berlin 2009
- Nikolai Gogol: Aufzeichnungen eines Wahnsinnigen, Berlin 2009
- Nikolai Gogol: Die Nase, Berlin 2003
- Iwan Gontscharow: Nymphodora Ivanovna, Berlin 2000
- Iwan Gontscharow: Die schwere Not, Berlin 1991
- Gennadi Gor: Blockade, Wien 2007
- Gennadi Gor: Das Ohr, Berlin 2007
- Maxim Gorki: Die falsche Münze, Frankfurt am Main 1971
- Reed Gračev: Tomaten, Berlin 2014
- Alexander Gribojedow: Wehe dem Verstand, Berlin 2004
- Jelena Guro: Lieder der Stadt, Berlin 2003
- Josef Jedlička: Unterwegs, Frankfurt am Main 1969
- Wenedikt Jerofejew: Moskau – Petuški, Zürich 2005
- Erstens, zweitens, Hamburg 1998, 2 Bde.: Dichtungen russischer Maler und Zeichnungen russischer Dichter
- Vladimir V. Kazakov: Der Fehler der Lebenden, München 1973
- Vladimir V. Kazakov: Meine Begegnungen mit Vladimir Kazakov, München 1972
- Vladimir V. Kazakov: Unterbrechen Sie mich nicht, ich schweige!, München 1990
- Danilo Kiš: Die mechanischen Löwen, München 2007 (übersetzt zusammen mit Ilma Rakusa)
- Danilo Kiš: Schuhe, Berlin 1997
- Mirko Kovač: Meine Schwester Elida, Frankfurt am Main 1967
- Michail Lermontow: Ein Held unserer Zeit, Berlin 2006
- Juri Ljubimov: Tote Seelen, Wien 1986
- Osip Ė. Mandelʹštam: Briefe aus Woronesch, Berlin 1985
- Mihailo Marković: Dialektik der Praxis, Frankfurt am Main 1968
- Milan Nápravník: Beobachtungen des stehenden Läufers, Frankfurt am Main 1970
- François Nocher: Čechov Čechova, Bad Homburg vor der Höhe 1986
- Wladimir Odojewski: Prinzessin Mimi. Prinzessin Zizi, Zürich 2003
- Wladimir Odojewski: Der schwarze Handschuh, Erzählungen. Manesse, Zürich 2013, ISBN 978-3-7175-2246-1
- Aleksander Ostrowski: Der Wald, Frankfurt am Main 1972
- Miodrag Pavlović: Die Bucht der Aphrodite, Frankfurt am Main 2003
- Miodrag Pavlović: Cosmologia profanata, Wien 2003
- Miodrag Pavlović: Einzug in Cremona, Frankfurt am Main 2002
- Miodrag Pavlović: Miodrag Pavlović, Frankfurt am Main 1968
- Miodrag Pavlović: Misshelligkeiten, alte und neue, Leipzig 2011
- Miodrag Pavlović: Paradiesische Sprüche, Wien 2007
- Miodrag Pavlović: Die sogenannten Toten, Wien 2013
- Miodrag Pavlović: Usurpatoren des Himmels, Berlin 2001
- Dmitri Prigow: Poet ohne Persönlichkeit, Berlin 1991
- Aleksander Puschkin: Das einsame Haus auf der Basilius-Insel, Berlin 1987
- Aleksander Puschkin: Die Erzählungen, Berlin 1999
- Aleksander Puschkin: Die Geschichte des Dorfes Gorjuchino, Berlin 1989
- Aleksander Puschkin: Die Reise nach Arzrum während des Feldzugs im Jahre 1829, Berlin 1998
- Aleksander Puschkin: Die Romane, Berlin 1999
- Dušan Radović: Wie der Wal zum Haustier wurde, Frankfurt am Main 1973
- Russische Malerei 1890–1917, München 1977 (übersetzt zusammen mit Thomas von Dellingshausen)
- Tomaž Šalamun: Aber das sind Ausnahmen, Wien 2004
- Tomaž Šalamun: Ein Stengel Petersilie im Smoking, Frankfurt am Main 1972
- Tomaž Šalamun: Vier Fragen der Melancholie, Wien 2003
- Jewgeni Samjatin: Ich fürchte …, Berlin 2011
- Leonid Šejka: Alchemie, Hamburg 1997
- Wladimir Sorokin: Dysmorphomanie, Frankfurt am Main 1992
- Wladimir Sorokin: Ein Monat in Dachau, Zürich 1992
- Wladimir Sorokin: Die Schlange, Zürich 1990
- Lew Tolstoi: Rede gegen den Krieg, Frankfurt am Main 1968
- Anton Tschechow: An der großen Straße, Frankfurt am Main 1984
- Anton Tschechow: Angst, Berlin 1996
- Anton Tschechow: Aus den Erinnerungen eines Idealisten, Zürich 2001
- Anton Tschechow: Das Drama auf der Jagd, Zürich 1985
- Anton Tschechow: Drei kleine Romane, Berlin 1997
- Anton Tschechow: Drei Schwestern, Frankfurt am Main 1972
- Anton Tschechow: In Moskau, Berlin 1995
- Anton Tschechow: Ivanov, Frankfurt am Main 1973
- Anton Tschechow: Kaschtanka und andere Kindergeschichten, Zürich 2004
- Anton Tschechow: Der Kirschgarten, Zürich 1973
- Anton Tschechow: Das Leben in Fragen und Ausrufen, Zürich 2001
- Anton Tschechow: Die Möve, Frankfurt am Main 1972
- Anton Tschechow: Onkel Vanja, Frankfurt am Main 1970
- Anton Tschechow: Platonov, Zürich 1974
- Anton Tschechow: Über Theater, Frankfurt am Main 2004
- Anton Tschechow: Ein unnötiger Sieg, Zürich 2000 (übersetzt zusammen mit Beate Rausch)
- Anton Tschechow: Der Waldschrat, Frankfurt am Main 1971
- Anton Tschechow: Wie soll man leben? Zürich 1997
- Iwan Turgenew: Aufzeichnungen eines Jägers, Zürich 2004
- Iwan Turgenew: Gnadenbrot, Frankfurt am Main 1993
- Iwan Turgenew: Hamlet und Don Quijote, Berlin 1991
- Iwan Turgenew: Letzte Liebe, Berlin 2001
- Iwan Turgenew: Ein Monat auf dem Lande, Frankfurt am Main 1981
- Iwan Turgenew: Rätsel-Spiele, Berlin 2001
- Predrag Vranicki: Mensch und Geschichte, Frankfurt am Main 1969
- Konstantin Waginow: Der Stern von Bethlehem, Berlin 1992
- Richard Weiner: Der Bader, Berlin 1991
- Richard Weiner: Der leere Stuhl, Berlin 1990
- Ivan Wernisch: Ausgewühlte Schriften, Berlin 1994
- Alexander Wwedenski: Eine gewisse Anzahl Gespräche oder Das völlig umgearbeitete Stundenbuch und zwei Gedichte, Berlin 1987
- Alexander Wwedenski: Kuprijanov und Nataša, Berlin 1986